# Дунайські хвилі
Вальс «Дунайські хвилі» (рум. Valurile Dunării, серб. Дунавски валови/Dunavski valovi) був написаний румунським композитором сербського походження Йосифом (Іоном) Івановичем (рум. Iosif Ivanovici, 1845—1902) в 1880 році, це одна з найбільш відомих і знаменитих румунських мелодій у світі.
Іванович написав вальс в Галаці (на р. Дунай), де обіймав посаду капельмейстера духового оркестру 6-го румунського піхотного полку. Вальс був вперше опублікований в Бухаресті в 1880 році з присвятою дружині музичного видавця Костянтина Гебауера Еммі.
Відомий композитор, автор багатьох популярних вальсів Еміль Вальдтейфель зробив оркестрові аранжування мелодії у 1886 році і в такому вигляді твір було вперше виконано у 1889 році на Всесвітній виставці в Парижі, де він викликав справжній фурор .
У США вальс був вперше виданий в 1896 році, друге видання під назвою «Waves of the Danube» в аранжуванні для фортепіано відбулося в 1903 році. Також композиція була відома як «Danube Waves Waltz».
У 1946 році, коли Ел Джолсон і Сол Чаплін написали текст «The Anniversary Song» («Oh, how we danced on the night we were wed») і Сол зробив аранжування музики Івановича, пісня стала дуже популярною в США (іноді її помилково називають «The Anniversary Waltz», але це зовсім інша композиція).
В аранжуванні Генрі Лефковича і текстом на їдиш Хаїма Таубера (1947) композиція отримала назву «Der Chasene Waltz» (Весільний вальс) і часто виконувалась і виконується на єврейських весіллях.
На батьківщині цього вальсу — в Румунії — теж є його пісенна «версія» у виконанні популярної бухарестської співачки Каріни Кіріяк.
Український переклад The Anniversary Song  під назвою Ювілейний Вальс був здійнений Tony The Troubadour у 1940-х, з тих пір він увійшов у репертуари інших канадсько-українських виконавців, зокрема Буря та Sloohai.